# Hemimycena ignobilis
Hemimycena ignobilis är en svampart som tillhör divisionen basidiesvampar, och som beskrevs av Marcel Bon. Hemimycena ignobilis ingår i släktet Hemimycena, och familjen Chromocyphellaceae. Arten har ej påträffats i Sverige.